# Tristan da Cunha
Tristan da Cunha är en brittisk ögrupp i södra Atlanten, belägen omkring 2 800 kilometer väster om Kapstaden och omkring 2 500 kilometer sydväst om Sankta Helena. Förutom huvudön, som har 265 invånare, ingår även de obebodda öarna Inaccessible Island, Gough Island och Nightingale Island med Middle Island och Stoltenhoff Island. Öarna tillhör det brittiska utomeuropeiska territoriet Sankta Helena, Ascension och Tristan da Cunha, som före 1 september 2009 kallades Saint Helena and Dependencies.
Tristan da Cunha är den bebodda plats på jorden som ligger längst bort från någon annan bebodd plats (2 430 km till Sankta Helena) och är därmed en av världens yttersta platser.

## Historia
Öarna upptäcktes i maj år 1506 av den portugisiske kaptenen Tristão da Cunha. Han gav dem namnet [A] Ilha de Tristão da Cunha ("Tristão da Cunhas ö"). Dåligt väder hindrade honom från att gå i land, dock, och han avseglade därifrån utan att ha satt sin fot på ön.
Den första närmare undersökningen av öarna gjordes av den franska fregatten L'Heure du Berger år 1767. De upptäckter som man gjorde, publicerades av en hydrograf vid Brittiska flottan, vilket ledde till att ön fick sina första bosättare; Jonathan Lambert (1772–1812) från Salem i Massachusetts, USA, som kom dit år 1810 och grundande, tillsammans med tre andra, öns första permanenta bosättning.
Lambert ansåg att öarna tillhörde honom och gav dem namnet [The] Islands of Refreshment. Lambert och två av de andra bosättarna dog i en olycka år 1812. Thomas Currie (eg. Tommaso Corri, från Livòrno i Toscàna, Italien), en av de ursprungliga tre, stannade som en bonde på ön. Öarna annekterades av Storbritannien år 1816. Detta skedde främst för att hindra Frankrike från att använda ön som bas vid ett eventuellt försök att frita Napoléon Bonaparte som satt fängslad på Sankta Helena, och samma år blev en brittisk garnison stationerad på ön.
En av de soldater som stationerades på ön var skotten William Glass (1786–1853), vilken bestämde sig för att bosätta sig på ön. Garnisonen gav sig av år 1817, men William Glass återvände till ön tillsammans med sin familj år 1821 med avsikten att bosätta sig permanent på Tristan da Cunha. Glass fick snart sällskap av andra och lade grunden till den bosättning som finns på ön idag. Nästan alla av Tristan da Cunhas nuvarande invånare är ättlingar till dessa första bosättare.
Tristan da Cunha införlivades år 1938 i området Saint Helena and Dependencies. Ett vulkanutbrott år 1961 ledde till att befolkningen evakuerades till Storbritannien, och först år 1963 kunde man återvända.

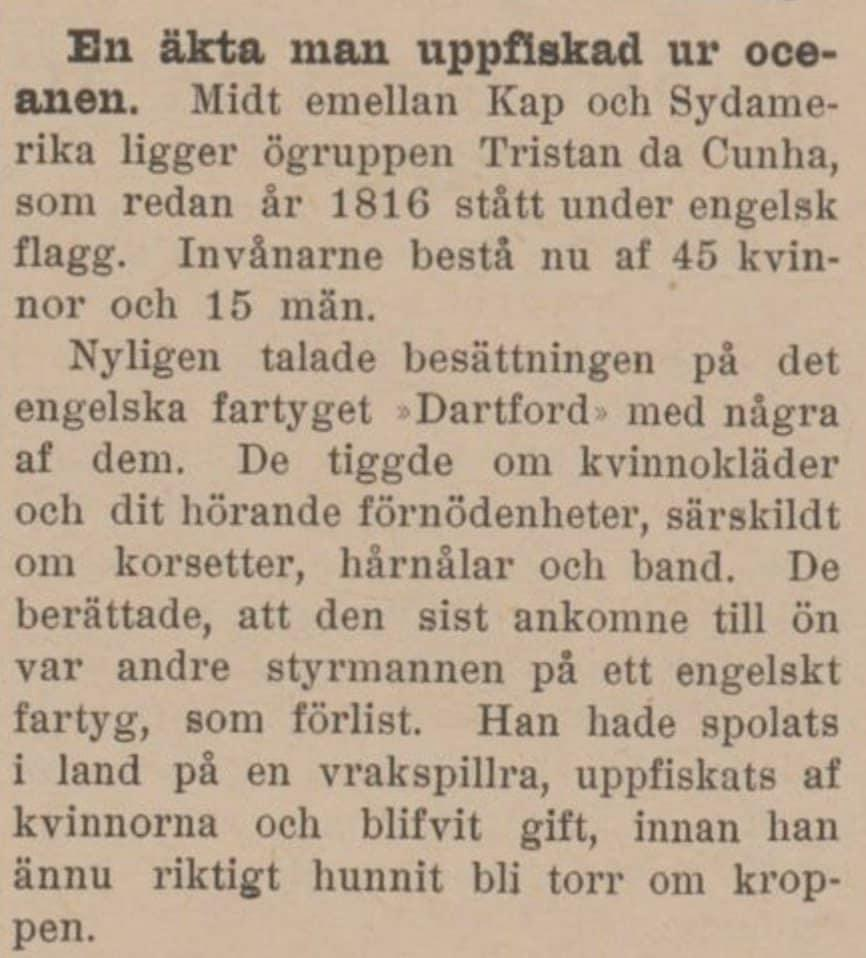
Söderhamns Tidning, 1896.

## Flora och fauna

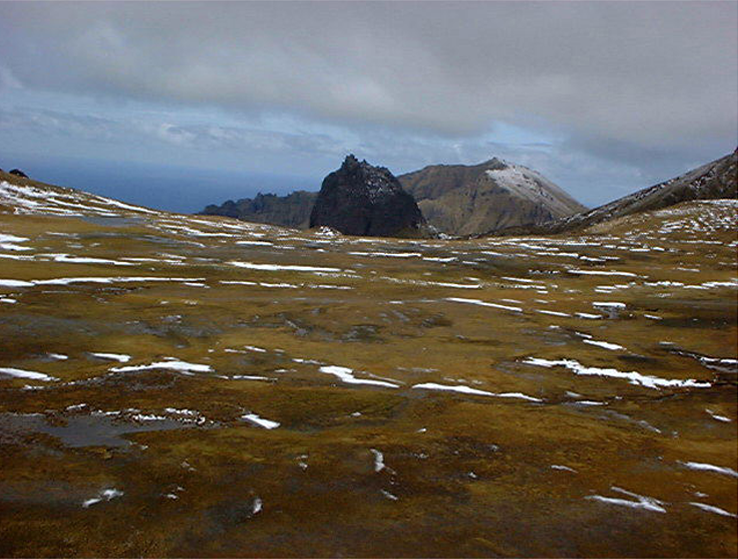
Ön Gough.

Många av arterna i Tristan da Cunhas flora och fauna har vid cirkumpolär utbredning i södra Atlanten och södra Stilla havet. Många av dessa arter finns alltså också så långt bort som i Nya Zeeland. Ett exempel är växtarten Nertera depressa som insamlades första gången i Tristan da Cunha, men sedan har registrerats växande även på Nya Zeeland.
Tristan är känd framför allt för sin vilda natur. Ön har av BirdLife International identifierats som ett viktigt fågelområde för att 13 kända sjöfågelarter häckar där och två landlevande arter lever där. Bland sjöfåglarna finns atlantpingvin, mindre albatross, vanlig sotalbatross, vitbukad petrell och långvingad petrell.

## Samhälle

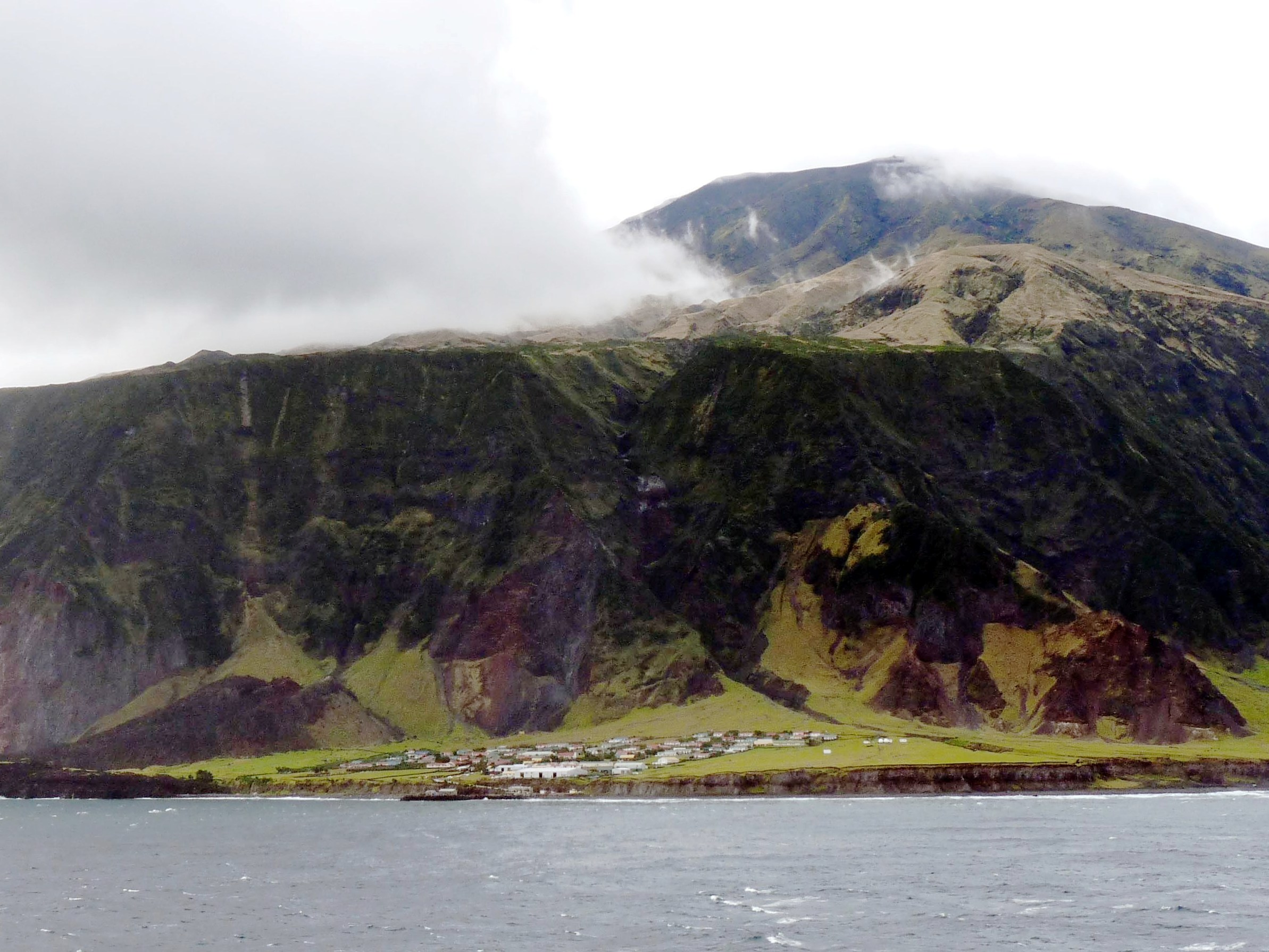
Edinburgh of the Seven Seas sett från havet.

Samhället på Tristan da Cunha är på grund av sitt geografiska läge väldigt isolerat. Endast åtta efternamn finns representerade på öarna: Glass, Green, Hagan, Lavarello, Repetto, Rogers, Swain och Patterson. Patterson har dessutom tillkommit relativt nyligen då en öbo som gift sig med en britt flyttat tillbaka till ön.. Sammanlagt lever 80 familjer på Tristan da Cunha. Edinburgh of the Seven Seas är det samhälle i världen som ligger längst bort från annan bebodd plats, nämligen Sankta Helena, dit det är 250 mil.
Den enda religion som finns representerad på öarna är kristendomen, i form av den anglikanska och romersk-katolska kyrkan. 
Undervisningen är endast grundläggande och barnen lämnar skolan vid 15 års ålder.

## Hälsa
Sjukvården på ön är gratis, men endast en läkare och fem sjuksköterskor finns tillgängliga, och i nödfall kan man därför behöva transportera folk till Kapstaden för vård. Sedan 2007 har dock sjukhuset direktkontakt med läkare på andra platser i världen, vilka kan konsulteras vid behov. 
Vulkanutbrottet 1961 har bidragit till forskningen kring orsakerna till karies. Före vulkanutbrottet var karies okänt bland befolkningen på ön, vilket troligen berodde på kosten som bestod av fisk och grönsaker som odlades på ön. När befolkningen evakuerades till England blev sjukdomen vanlig bland de förr kariesfria öborna. De engelska kostvanorna, som anammades av flyktingarna anses vara orsaken till detta. Den höga konsumtionen av socker (cirka 60 kg per person och år) i England kan jämföras med kostvanorna på Tristan da Cunha, där raffinerat socker var praktiskt taget okänt. Efter återkomsten till ön två år senare, sjönk kariesfrekvensen.
Astma är relativt vanligt förekommande, något som antas bero på ärftliga faktorer. År 2007 drabbades Tristan da Cunha av ett utbrott av akut astma, vilket bottnade i en brist på medicin på ön. Den brittiska kustbevakningen organiserade då internationell hjälp för att få mediciner till ön. De som var mest känsliga var de gamla och de mycket unga. Trots det var de enda som behövde läggas in på sjukhus fyra äldre personer, och när fartyget Golden River anlände till ön med medicin var alla på ön friska.

## Transporter
Ön är en av världens mest svårtillgängliga bebodda platser, troligen den mest svårtillgängliga med permanent befolkning. Det finns ingen flygplats. Förr gick passagerarbåten RMS St Helena till ön några gånger om året, men numera kontrakteras sydafrikanska fiskebåtar att gå med förnödenheter och passagerare till ön vilket de gör cirka tio gånger om året. Resan från Sydafrika tar omkring en vecka.

## Politik och lagar
Den brittiska monarken representeras i området av Sankta Helenas Guvernör. Då guvernören är baserad på Sankta Helena representeras denne på Tristan da Cunha av en så kallad "administrator", som fungerar som överhuvud på öarna, och har till sin hjälp det lokala "Island Council" (örådet) som består av elva medlemmar. 
Öarna har sina egna lagar men Sankta Helenas lagar gäller även på öarna, och de lokala lagarna får inte komma i konflikt med dessa. De upprätthålls av fyra poliser varav en är heltidsanställd.

## Ekonomi

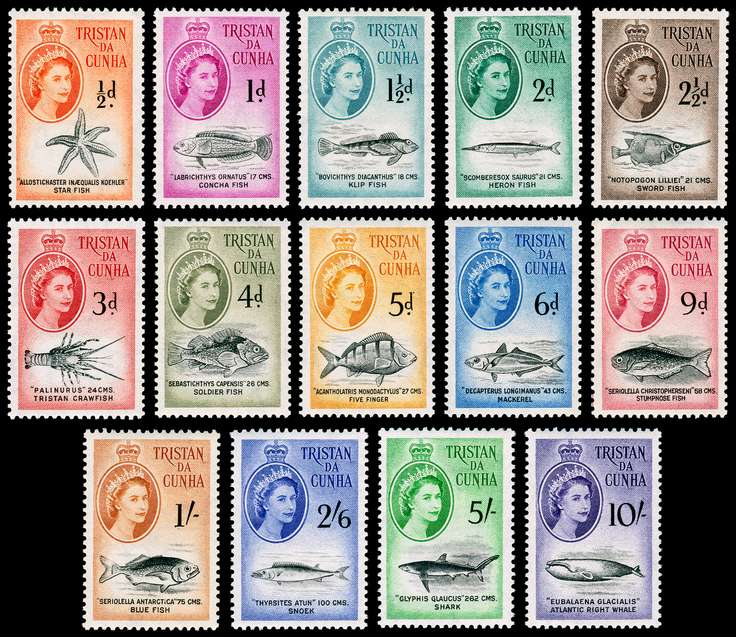
Frimärken för samlare är en av Tristan da Cunhas utländska inkomstkällor.

Alla familjer på Tristan da Cunha är jordbrukare och äger boskap. Marken ägs kommunalt, och inga utomstående får köpa mark eller bosätta sig på ön. Många familjer odlar också grödor, främst potatis. De flesta har dubbla yrken, förutom jordbruket ofta en kommunal tjänst.
Öns främsta källa till utländsk inkomst är hummerfabriken, och försäljning av frimärken och mynt till samlare. Under 1970-talet gav Tristans Postverk ut 16 frimärken med verk av Roland Svensson.